# Bouvron (Loire-Atlantique)
Bouvron település Franciaországban, Loire-Atlantique megyében. Lakosainak száma 3067 fő (2022. január 1.). Bouvron Blain, Campbon, Fay-de-Bretagne, Guenrouet, Quilly és Savenay községekkel határos.

## Népesség
A település népességének változása:
| Lakosok száma | 2285 | 2334 | 2402 | 2575 | 3018 | 3110 | 3115 | 3068 | 3081 | 3067 |
|               | 1968 | 1982 | 1990 | 2006 | 2013 | 2015 | 2017 | 2019 | 2020 | 2022 |